# Andrea Giordana
Andrea Giordana (ur. 27 marca 1946 w Rzymie) – włoski aktor telewizyjny i filmowy, piosenkarz. Laureat dwóch Telegatti, nagrody Flaiano i teatralnej Złotej Maski.

## Życiorys
Urodził się w Rzymie jako syn aktorki Mariny Berti oraz aktora i reżysera Claudio Gory. Ma brata Carlo i dwie siostry: Marinę i Cristinę oraz przyrodniego brata Lucę.
Debiutował w telewizji w popularnym telewizyjnym serialu Hrabia Monte Christo (1966). Następnie zagrał m.in. w Dobrze było cię kochać (1967), Eneidy (1971) i Czterdzieści dni wolności (1974). W serialu Sandokan (1976) jako pułkownik Sir William Fitzgerald, zakochany w Pani Mariannie, był przeciwnikiem głównego bohatera.
W latach 1966–1973 był także bohaterem fotonoweli dla magazynu „Sogno” (Sen) wydawanego przez Rizzoli. Wśród jego partnerów w telenoweli byli m.in.: Patty Pravo, Laura Efrikian, Lorella De Luca, Susanna Martinková i Rosalba Grottesi. Miał też kilka doświadczeń jako piosenkarz, w tym przebój Dies irae/Sempre più solo (1967) nagrany z zespołem 'I Samurai'. W 1983 w duecie z Isabel Russinovą był prezenterem Festiwalu Piosenki Włoskiej w San Remo. Następnie na kanale Rete 4 prowadził program W le donne (1984–1985) z Amandą Lear.
W 2006 otrzymał trofeum festiwalowe za osiągnięcia zawodowe na festiwalu filmowym w Salerno.

## Wybrana filmografia

### Filmy fabularne
- 1958: Herod Wielki (Erode il grande) jako mały Daniel
- 1961: Miłość po włosku (Le italiane e l'amore)
- 1964: Masakra w Wielkim Kanionie (Massacro al Grande Canyon)
- 1965: Agonia i ekstaza (Il tormento e l'estasi) jako Adiutant Michelangela
- 1967: Straceniec (El Desperado) jako Steve
- 1968: Dobrze było cię kochać (È stato bello amarti) jako Andrea
- 1968: Ile jest umarłych (Quanto costa morire) jako Tony – adoptowany syn Billa
- 1968: Johnny Hamlet (Quella sporca storia nel west) jako Johnny Hamilton
- 1969: Ślepa ulica (Strada senza uscita) jako Sergio
- 1971: Eneida (Eneide, TV) jako Turnus
- 1972: Śmierć Dantona (La morte di Danton)
- 1988: Wyznania Zenona (La coscienza di Zeno) jako Guido Speier
- 1990: Maverick (Un Cane sciolto) jako Nicola Geraci
- 1995: Potęga miłości (Il Prezzo della vita, TV)
- 1998: Strajk stadionu (Golpe de estadio) jako Klaus Mauser
- 2003: Opancerzony (Blindati, TV)
- 2006: Listy z Sycylii (Lettere dalla Sicilia) jako Sir Lloyd Warwick
- 2009: Puccini (TV) jako Giulio Riccordi

### Seriale telewizyjne
- 1966: Hrabia Monte Christo (Il conte di Montecristo) jako Edmond Dantes
- 1974: Czterdzieści dni wolności (Quaranta giorni di libertà (Pagine di diario della repubblica dell'Ossola)) jako Alfredo Di Dio 'Marco'
- 1974: Cichy Don (Sotto il placido Don) jako Kirill
- 1976: Sandokan (Sandokan – Der Tiger von Malaysia) jako Sir William Fitzgerald
- 1992: Odwaga Anny (Il coraggio di Anna)
- 1992: Plac Hiszpański (Piazza di Spagna) jako Eugenio Nasso
- 1993: Benito (Il giovane Mussolini) jako Naldi
- 1995: Wyższa sfera (Alta società)
- 1996: Positano
- 1998: Prawnicy (Avvocati) jako Massimo Ripanti
- 1998: Województwo tajne (Provincia segreta) jako Emilio Girotti
- 2000: Województwo tajne 2 (Provincia segreta 2) jako Emilio Girotti
- 2001: Pamięć i przebaczenie (La Memoria e il perdono) jako Rafael Campos
- 2004: Tassinara (La Tassinara) jako Roberto
- 2007: Wojna i pokój (Guerra e pace) jako Hrabia Rostow
- 2010: Święty Augustyn (Sant'Agostino) jako Ambroży z Mediolanu
- 2011: Violetta jako Książę Sagrado
- 2012: Maria z Nazaretu (Maria di Nazaret) jako Herod
- 2012–2013: Wyspa (L’Isola) jako Leopold Amery
- 2013: Rosso San Valentino jako Guido Danieli

## Dyskografia

### Single
- 1967 – „Dies irae/Sempre più solo” (Jolly, J 20419) z I Samurai)[8]
- 1968 – „L’estasi/Universo” (CDB, CDB 1135) z Marisą Solinas[8]
- 1971 – „Le farfalle sono libere/Ti prego...non scherzare con me” (Ri-Fi), RFN NP 16427)[8]

### Składanki
- 1977 – Andrea Giordana, Various – Amore Parole E Musica (LP, Comp, RLV-ST 90549)[8]